# 長野県オープンゴルフ選手権競技
長野県オープンゴルフ選手権競技（ながのけんオープンゴルフせんしゅけんきょうぎ）は、1970年から開催されていた男子ゴルフトーナメント。
1980年は初日が霧と雨のため中止となり、18ホール・ストロークプレーの1日競技として実施された。
1981年及び1982年は日本ゴルフツアー機構（JPGA）のツアー競技に指定され 、1981年は草壁政治・小林富士夫のプレーオフになったが、濃霧のため途中打ち切り で同スコア優勝となった。

## 歴代優勝者
- 1970年 - 河野光隆[1] [7]
- 1971年 - 石井朝夫[8]
- 1972年 - 村上隆[9]
- 1973年 - 村上隆
- 1975年 - 金井清一[10]
- 1976年 - 新井規矩雄[11]
- 1977年 - 森憲二[12] [13]
- 1978年 - 矢部昭[14]
- 1979年 - 小林富士夫
- 1980年 - 川田時志春[15]
- 1981年 - 草壁政治・小林富士夫 *同スコア[3] [5] [6]
- 1982年 - 中嶋常幸[4] [16]

＊ 太字はJPGA公認男子ゴルフツアートーナメント